# Hope Bridges Adams Lehmann
Hope Bridges Adams Lehmann (Londra, 16 dicembre 1855 – Monaco di Baviera, 10 ottobre 1916) è stata una ginecologa tedesca, la prima donna di medicina generale e ginecologa a Monaco di Baviera, in Germania.

## Biografia
Era la figlia del giornalista inglese e ingegnere ferroviario William Bridges Adams. Studiò al Bedford College, all'università di Londra e poi all'Università di Lipsia prima di entrare a far parte del registro medico di Dublino nel 1881. Sposò il medico Otto Walther nel 1882. Svolgevano una pratica medica insieme a Francoforte sul Meno fino al 1886, insieme ebbero due bambini.
Dopo aver contratto la tubercolosi, la coppia aprì un sanatorio, la Clinica Nordrach, nella Foresta Nera. Insieme gestirono la clinica fino al 1893 e divorziarono nel 1895. Tornò a Monaco e sposò Carl Lehmann nel 1896. Quell'anno pubblicò anche il volume Frauenbuch un manuale medico dedicato ai problemi femminili. Divenne così famoso che ebbe sei riedizioni. Sebbene avesse conseguito il diploma di dottore in Germania nel 1880, non fu riconosciuta come dottoressa.